# ᴇ
Cette page contient des caractères spéciaux ou non latins. S’ils s’affichent mal (▯, ?, etc.), consultez la page d’aide Unicode.
ᴇ, appelé petite capitale E, est une lettre additionnelle de l’écriture latine qui est utilisée dans l’alphabet phonétique ouralien. Il est aussi utilisé comme symbole non standard de l’alphabet phonétique international en sinologie.

## Utilisation
Dans l’alphabet phonétique ouralien, ‹ ᴇ › représente une voyelle mi-fermée antérieure non arrondie dévoisée, le e minuscule ‹ e › représentant une voyelle mi-fermée antérieure non arrondie et la petite capitale indiquant le dévoisement de celle-ci,,. Cette voyelle est notée [₍e̥₎] ou [e̥] avec l’alphabet phonétique international.
Dans l’Atlas linguistique européen, ‹ ᴇ › représente une voyelle mi-haute palatale non arrondie, notée [ɪ] avec l’alphabet phonétique international.
Certains auteurs utilisent [ᴇ] pour représenter l’archiphonème des voyelles [e] et [ɛ] dans la transcription du français,,.
Dans certaines variantes de l’alphabet phonétique international (API) non standard, la petite capitale e ‹ ᴇ › est utilisée comme symbole pour représenter une voyelle entre [e] et [ɛ], c’est-à-dire [e̞] ou [ɛ̝], par exemple en sinologie notamment par Chao Yuen Ren, Zhengzhang Shangfang ou encore Sun Hongkai et Jiang Di,  ou dans d’autres domaines comme dans la description du français du Pays basque par Jacques Allières, ou la description du hongrois. Le symbole est notamment proposé pour cette voyelle par Bernard Bloch (en) et George L. Trager (en) dans Outline of linguistic analysis en 1942,.
Dans le canIPA, une révision de l’Alphabet phonétique international par Luciano Canepari, ‹ ᴇ › représente une voyelle moyenne antérieure non arrondie [e̞] entre une voyelle mi-fermée antérieure non arrondie [e] et une voyelle mi-ouverte antérieure non arrondie [ɛ].

## Représentations informatiques
La petite capitale E peut être représentée avec les caractères Unicode (Extensions phonétiques) suivants :
| formes    | représentations | chaînes de caractères | points de code | descriptions                              |
| --------- | --------------- | --------------------- | -------------- | ----------------------------------------- |
| minuscule | ᴇ               | ᴇ                     | U+1D07         | lettre minuscule latine petite capitale e |